# 小行星7857
小行星7857（7857 Lagerros）是一颗围绕太阳公转的小行星。1978年8月22日，克拉斯-英格瓦·拉格爾科維斯特在斯壮罗山发现了此天体。
这颗小行星的绝对星等为293.31317等。